# 最上由羅
最上由羅（日语：最上ゆら，3月6日—），日本AV女優。所屬事務所是LIGHT。

## 個人簡歷
2020年2月以kawaii*的專屬女優身分出道，使用的藝名是「皆川優菜（皆川ゆうな，みながわ ゆうな）」。所屬事務所是S Flirt。
2020年9月在新建立的Twitter上改名為「最上由羅」。所屬事務所移到LIGHT並成為企劃單體女優。

## 演出

### 網路劇
- 全裸監督2（2021年6月24日 全話放送、Netflix） - 第5話

## 外部連結
- 最上ゆら(元 皆川ゆうな)AV女優的X（前Twitter）（2020年7月13日 - ）